# Harry Tyson Moore
Harry Tyson Moore , né le 18 novembre 1905 à Houston dans l'état du Texas, mort le  25 décembre 1951 à Mims,est un professeur et directeur d'école américain connu pour avoir fondé la première branche de la National Association for the Advancement of Colored People (NAACP) dans le comté de Brevard en Floride. Lui et son épouse Harriette Moore (en) sont victimes d'un attentat, ils décèdent des suites de l'explosion d'une bombe placée sous leur maison, probablement par des terroristes appartenant au Ku Klux Klan.

## Biographie

### Jeunesse et formation
Harry T. Moore est le fils de Johnny et de Rosa Moore, ses parents travaillent dans un dépôt ferroviaire au sein duquel ils gèrent un magasin. Son père disparaît en 1914, sa mère l’envoie vivre chez une de ses tantes à Daytona Beach. Après avoir suivi ses études secondaires à la Suwannee High School (en) de Live Oak, dans l'état de Floride, il est admis à la Florida Memorial University (en) de Miami où en 1925 il obtient son diplôme de professeur.

### Vie privée
En 1926, il épouse Harriette Vyda Simms, le couple donne naissance à deux filles Annie Rosalea Moore et Juanita Evangeline Moore.
Harry T. Moore et son épouse reposent au cimetière LaGrange de Mims, dans le comté de Brevard en Floride.